# 마카
마카(Lepidium meyenii)는 페루의 안데스산맥이 원산지인 배추과 두해살이풀이다. 후닌호 근처의 고지대에서 처음으로 발견됐다. 먹거나 약용식물로도 쓴다. 마카를 스페인어로는 마카마카(maca-maca) 또는 마이노(maino)라고도 하며, 케추아어로는 아약 치치라(ayak chichira) 또는 아약 윌쿠(ayak willku)라고 한다. '페루의 인삼(Peruvian ginseng)'이라고 부르기도 한다.

## 특징

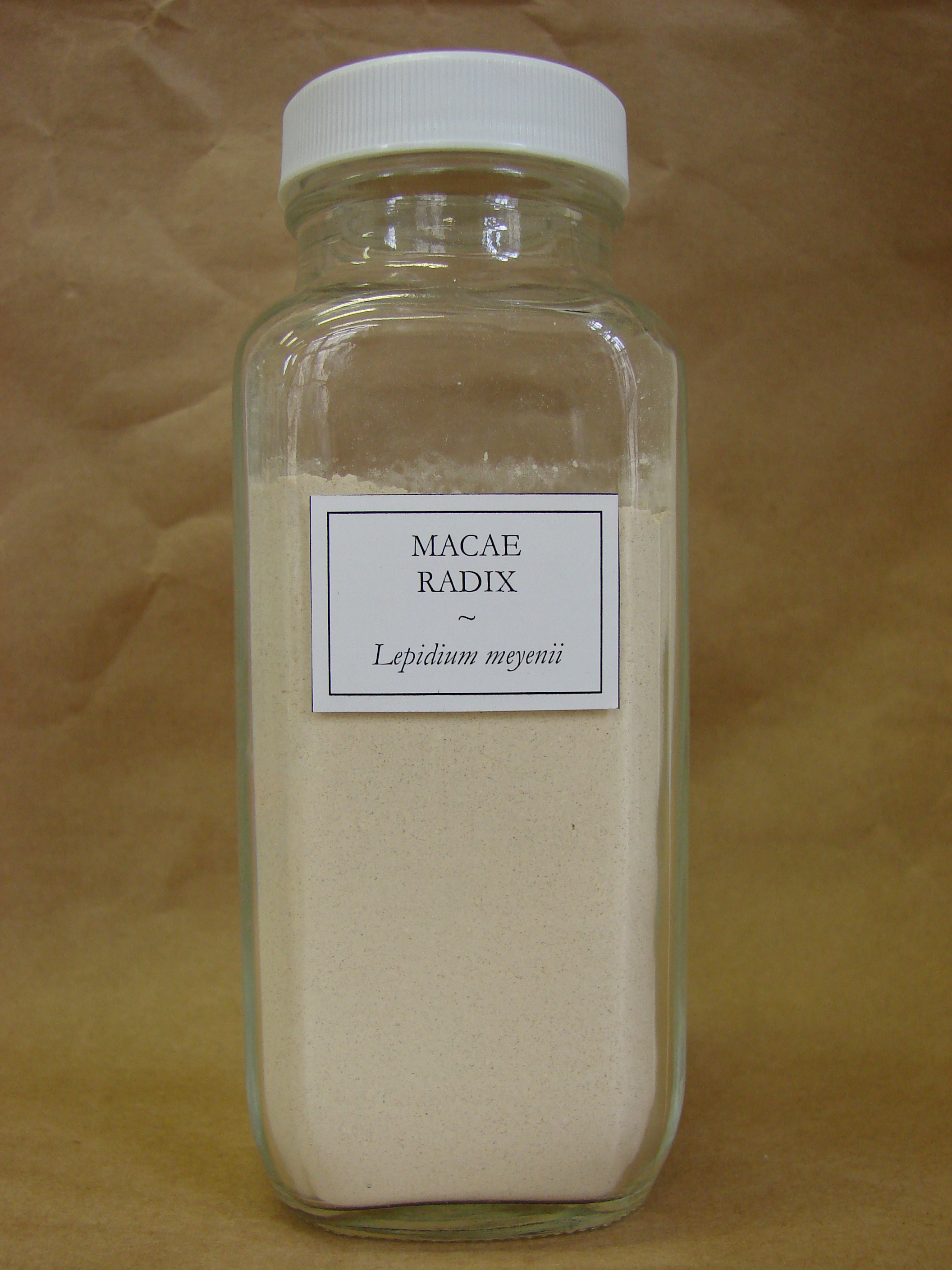
마카 뿌리를 가루로 빻은 것

기원전 16세기 무렵부터 안데스산맥의 원주민들은 마카를 재배하기 시작했으며, 귀했기 때문에 물물교환을 할 때 쌀이나 옥수수, 콩 등과 바꾸는 데 썼고 약으로도 썼다. 1843년에 서양인으로는 최초로 뮐하우젠 출신의 식물학자인 빌헬름 게르하르트 발퍼스가 마카를 발견해 학명을 붙였다. 이명으로는 Lepidium affine Wedd., Lepidium gelidum Wedd., Lepidium meyenii var. affine Thell., Lepidium meyenii var. gelidum (Wedd.) Hosseus, Lepidium meyenii subsp. gelidum (Wedd.) Thell., Lepidium orbignyanum Wedd., Lepidium peruvianum G.Chacón, Lepidium weddellii O.E.Schulz 등이 있다.
생장 습성과 크기 등은 친척 관계에 있는 무, 순무와 비슷하다. 씨앗으로만 번식을 하며, 자가 수분을 한다. 또한 실험을 통해서 단일식물이라는 사실이 밝혀졌다. 마카가 생애 주기를 일년 안에 끝내는 한해살이풀이라는 연구 결과도 있다.
마카는 다닥냉이속 가운데 유일하게 다육질의 배축을 갖고 있으며, 몸체를 형성하기 위해 곧은 뿌리와 결합돼 있다. 마카 뿌리의 크기와 모양은 다양하고, 배축은 금색이나 하얀색, 빨간색, 보라색, 파란색, 검은색, 초록색 등을 띄는데 어미그루의 씨앗에서는 어미그루와 같은 색의 뿌리가 나므로 각각의 색깔은 유전적인 특성을 갖는다고 한다. 흰색 뿌리가 가장 널리 자라고 있으며 페루에서는 흰색 뿌리의 크기와 단맛이 인기가 많다. 어두운 색 뿌리에는 아이오딘이 많이 있다. 빨간색 뿌리는 쥐에게 실험한 결과 전립샘의 크기를 줄이는 효과가 있었다. 2010년에는 연구 목적으로 뿌리의 색깔에 따른 치료적 특성과 영양상 특성을 알아내기 위해 특정한 표현형을 널리 퍼뜨렸다.

## 생장 환경
야생 마카는 남위 11~12º 해발 3,800~4,400m의 고지대에서 자란다. 윈난 농업대학의 연구 결과에 따르면 온도가 5°C~10°C에 이르는 해발 2,800~3,500m 사이의 고지대에서 가장 잘 자란다. 생장철에는 고지대의 평균 온도가 영하 2°C에서 13°C 사이로 다양하고 영하 10°C까지 내려가기도 하며 서리도 낀다. 또한 햇볕이 세게 들고 바람도 세게 분다. 주로 페루에서 재배를 하며, 볼리비아의 고지대와 브라질의 일부 지역에서도 재배를 한다.
2010년대 들어서 중화인민공화국 윈난성 등지에서도 마카를 재배하는데, 페루 측은 중화인민공화국 기업들이 페루에서 마카를 몰래 가져가 재배했다며 생물 해적 행위라고 주장하고 중화인민공화국 기업들을 고소하기도 했다. 대한민국에서는 경상북도 예천군과 경상남도 거창군 등지에서 재배에 성공했으며, 경기도 파주시에서도 시험 재배를 했다.

## 영양 성분
말린 마카 뿌리의 영양가는 쌀이나 밀과 같은 곡물과 비슷할 정도로 많다. 일반적으로 100g당 탄수화물 60~75g과 단백질 10~14g, 식이섬유 8.5g, 지방 2.2g을 포함한다. 또한 칼슘과 칼륨을 많이 포함하고 있으며 나트륨은 적게 들어있고, 필수미량원소인 철과 구리, 망가니즈, 아이오딘, 아연 등을 포함하고 있으며 올레산과 같은 지방산을 포함하고 있다.
마카에는 글루코시놀레이트가 있기 때문에 아이오딘을 적게 섭취할 경우 갑상선종이 일어날 수 있다. 하지만 어두운 색 뿌리에는 아이오딘이 많이 들어있어서 말린 마카 10g에는 일반적으로 52µg의 아이오딘이 있다.
마카의 약물동태학적 정보는 없다. 마카 추출물에는 모노아민 산화 효소 억제제 또는 돌연변이원의 가능성이 있는 물질이 있어 프랑스 위생안전국은 소비자들에게 마카 뿌리 가루가 건강상의 위험을 초래할 수 있다고 경고했으나 마카 뿌리를 가공할 때 가열하는 과정을 거치기에 문제가 없다는 주장도 있다.

## 사용
마카는 영양가가 많은 뿌리 부분을 주로 사용한다. 페루에서는 다양한 방법으로 마카를 먹지만 전통적으로는 항상 구워서 먹었다. 뿌리는 가루를 내서 빵이나 케이크를 만들 때 쓰기도 하고, 치차를 만드는 데 쓰기도 하며 구운 뿌리는 엠파나다나 잼, 수프 등으로 먹기도 한다. 2010년에는 미국 주류 업체 KUKA 앤디언 브루잉 컴퍼니에서 마카로 만든 맥주를 출시했다. 잎도 먹을 수 있어서 샐러드로 만들어 먹는다.
생식능력 증진에 효과가 있다는 주장과 함께 1990년대부터 주목을 받았다. 마카가 정력에 좋다는 주장이 있으나 노인의 발기 부전이나 성기능 장애에 효과가 있다는 근거는 부족하다. 마카가 정력제라는 증거와 그 효과는 제한적이다. 마카가 폐경기 증상을 완화하는 데 도움이 된다는 주장이 있으나 안정성이나 효험은 검증되지 않았다. 2016년에는 일부 실험 결과 건강한 남성과 불임 남성의 정액의 질을 높인다는 제한적인 근거를 발견했다.